# Erich Pillwein
Erich Pillwein (* 29. November 1919 in Brünn; † 31. Oktober 2018) war ein deutscher Zahnarzt. 
Pillwein beantragte am 29. Juni 1939 die Aufnahme in die NSDAP und wurde rückwirkend zum 1. April desselben Jahres aufgenommen (Mitgliedsnummer 7.063.270).
Pillwein war von 1977 bis 1984 Präsident der Bayerischen Landeszahnärztekammer und von 14. Februar 1987 bis 22. September 1989 Präsident des Bundesverbandes der Deutschen Zahnärzte.
Er war landsmannschaftlich im Heimatverband der Brünner in der Bundesrepublik Deutschland (BRUNA) organisiert und bis 2009 Bundesgeschäftsführer. Er ist Autor des Lexikons bedeutender Brünner Deutscher.

## Ehrungen
- 1984: Verdienstkreuz 1. Klasse der Bundesrepublik Deutschland
- 1990: Großes Bundesverdienstkreuz